# Irã nos Jogos Olímpicos de Verão de 1900
Um esgrimista de nacionalidade persa competiu nos Jogos Olímpicos de Verão de 1900, em Paris, fazendo dele o primeiro atleta olímpico da Pérsia (Irã), e o único a competir na Dinastia Qajar. Não foi antes da Dinastia Pahlavi e dos Jogos Olímpicos de Verão de 1948 que o país mandou uma delegação para as Olimpíadas.

## Esgrima
Esgrima nos Jogos Olímpicos de Verão de 1900
| Atleta          | Evento  | Primeira fase | Quartas-de-final | Semifinais  | Final       |
| --------------- | ------- | ------------- | ---------------- | ----------- | ----------- |
| Freydoun Malkom | Esgrima | 2º (Grupo I)  | 4º–6º(Grupo D)   | Não avançou | Não avançou |